# El comisario, nervio de nuestro ejército popular
El comisario, nervio de nuestro ejército popular és un cartell de propaganda política realitzat per Josep Renau en el context de la Guerra Civil Espanyola. Està dedicat a l'Exèrcit Popular de la República, i la potència gràfica de la composició ha fet que es considere una de les obres més populars de l'autor.
En ell, s'utilitza un missatge directe i senzill, una tipografia clara i una imatge impactant, proposant una composició simbòlica, en forma de fotomuntatge, on es relaciona el braç d'un comissari polític amb la força d'una baioneta. Hi ha dos versions del cartell, una del 1937 amb la inscripció Partit Comunista, i una altra sense la inscripció, que és l'original i data del 1936.